# Joseph Téky Niangoran
Der Ivorer Joseph Téky Niangoran (* 11. Dezember 1932 in Bonoua in der Elfenbeinküste) ist Altbischof von Man.

## Werdegang
Nach dem Besuch des Kleinen Seminars von Bingerville von 1947 bis 1953, wechselte Téky Niangoran ans Große Seminar in Ouidah (Benin), unterbrochen von 1957 bis 1958 vom Militärdienst. 1961 wurde er durch Bernard Yago, Bischof von Abidjan, zum Priester geweiht.
Während eines Jahres amtete er als Professor am Kleinen Seminar in Bingerville, bevor er in Paris Katechese studierte. Ab 1964 war er Vikar in der Kathedrale St. Paul in Abidjan und übernahm 1966 die Verantwortung der nationalen Jugendseelsorge, insbesondere der JEC und des CVAV. Nach zwei weiteren Jahren Theologiestudium promovierte Téky Niangoran 1970 in Rom.
Darauf wurde er sukzessive Pfarrer in der Pfarrei St. Charles Luanga in Adjamé und Verantwortlicher für die katechistische Ausbildung im Bistum Abidjan. Ab 1977 war er Professor am ICAO und ab 1982 Rektor dieser Institution. Darauf übernahm er 1989 wieder die Katechetenausbildung sowie die Betreuung der Vereine der christlichen Familien. Daneben war er in der Pastoralequippe der Pfarrei St. Jakob in Deux-Plateux, Gemeinde Cocody, wo er wohnte, tätig. Joseph Niangoran Teky empfing am 19. März 1961 die Priesterweihe. Johannes Paul II. ernannte ihn am 17. Dezember 1992 zum Bischof von Man.
Der Erzbischof von Abidjan, Bernard Kardinal Yago, spendete ihm am 14. März des nächsten Jahres die Bischofsweihe; Mitkonsekratoren waren Bernard Agré, Bischof von Yamoussoukro, und Alexandre Kouassi, Bischof von Bondoukou.  Am 18. Dezember 2007 nahm Papst Benedikt XVI. seinen altersbedingten Rücktritt an.